# Economía de Florida

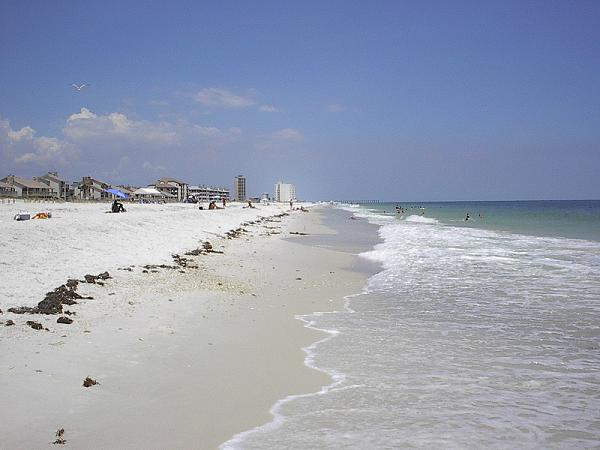
Pensacola Beach, Florida.

La economía de Florida se basa fuertemente en el turismo. El clima es cálido la mayor parte del año y los muchos kilómetros de playas atraen a numerosos turistas de todas las partes del mundo. El parque temático de Walt Disney World, el más grande de la cadena, localizado cerca de Orlando, conduce la actividad de la zona, junto a otros parques temáticos que se han ido instalando progresivamente, como los estudios Universal.
La gran cantidad de impuestos sobre las ventas que recauda el estado es lo que permite a Florida el que no exista un impuesto sobre la renta. Otras industrias de importancia son los cítricos y la producción de zumos, la banca y la minería de fosfatos. Con la llegada del programa espacial al Centro Espacial Kennedy en la década de 1960, Florida ha atraído numerosas industrias aereoespaciales y militares.
- Datos: Q3578663
- Multimedia: Economy of Florida / Q3578663